# Tuija Vuoksiala
Tuija Vuoksiala (25 de agosto de 1961) es una deportista finlandesa que compitió en biatlón. Ganó tres medallas en el Campeonato Mundial de Biatlón entre los años 1985 y 1990.

## Palmarés internacional
| Campeonato Mundial | Campeonato Mundial  | Campeonato Mundial | Campeonato Mundial |
| Año                | Lugar               | Medalla            | Prueba             |
| ------------------ | ------------------- | ------------------ | ------------------ |
| 1985               | Egg am Etzl (Suiza) | Medalla de bronce  | Relevos            |
| 1987               | Lahti (Finlandia)   | Medalla de bronce  | Individual         |
| 1990               | Oslo (Noruega)      | Medalla de bronce  | Relevos            |